# Господари пакла 10: Пресуда
Господари пакла 10: Пресуда (енгл. Hellraiser: Judgment) амерички је хорор филм из 2018. године, редитеља Гарија Џ. Таниклифа, са Дејмоном Карнијем, Рендијем Вејном, Александром Харис, Хедер Лангенкамп и Полом Т. Тејлором у главним улогама. Радња прати троје полицијских детектива који истражују серијско убиство и долазе до Пинхеда и његових Сенобајта. У овом филму Сенобајти су представљени као ревизори и судије који одређују казну грешницима.
Филм је добио далеко позитивније критике од претходних остварења из овог серијала. На сајту Ротен томејтоуз оцењен је са 33%. Многе негативне критике биле су упућене због тога што је радња превише подсећала на радњу филма Седам (1995). Пажњу публике привукао је и повратак Хедер Лангенкамп (позната љубитељима хорора по улози Ненси Томпсон у серијалу Страва у Улици брестова), иако је њена улога сведена на камео појављивање.
Пресуда је први филм у серијалу који у причу додаје представнике раја. Таниклиф је инспирацију за то добио из друге Баркерове књиге, Гримизно јеванђеље. У филму се појављује Арханђел Јофил, анђео који је прогнао Адама и Еву из Еденског врта. Представљен је као женски лик, којег тумачи Хелена Грејс Доналд.
Године 2022. снимљен је нови наставак/рибут, који је добио знатно боље оцене критичара и публике.

## Радња
Троје детектива, Кристина Еџертон и браћа Шон и Дејвид Картер, покушавају да открију идентитет серијског убице познатог под надимком Учитељ, који на карактеристичан начин кажњава грешнике. Пре свих, његов идентитет открива Пинхед са својим Сенобајтима, али суђење прекида Арханђел Јофил. Она захтева да убица буде пуштен, како би наставио да улива страх свим грешницима.
Пинхед не жели да је послуша, што изазове велики сукоб у коме је он убија. Јофил га, за освету, прогони из пакла и шаље да живи на земљи као обичан смртник.

## Улоге
| Глумац              | Улога                     |
| ------------------- | ------------------------- |
| Дејмон Карни        | детектив Шон Картер       |
| Ренди Вејн          | детектив Дејвид Картер    |
| Александра Харис    | детектив Кристина Еџертон |
| Хедер Лангенкамп    | газдарица                 |
| Пол Т. Тејлор       | Пинхед                    |
| Гари Џ. Таниклиф    | ревизор                   |
| Џон Гулагер         | проценитељ                |
| Мајк Џеј Реган      | Чатерер                   |
| Хелена Грејс Доналд | Арханђел Јофил            |
| Реган Волас         | Алисон Картер             |
| Џеф Фентер          | Карл Воткинс              |

## Наставак
Гари Џ. Таниклиф је имао идеју за још један наставак. У њему би се Пинхед борио да поврати своје место, након што га је Јофил прогнала из пакла у свет смртника и заузела његово место. Такав наставак никада није реализован, али је у рибуту и једанаестом делу серијала, Пинхед представљен као жена, због чега многи тај филм сматрају наставком у коме је Јофил заузела место претходног Пинхеда.